# Pronolagus rupestris
A Lebre-vermelha-de-Smith (Pronolagus rupestris) é um leporídeo do sul e leste da África.